# Priština
Priština (albanski: Prishtina, ćirilica: Приштина) glavni je i najveći grad Republike Kosovo. Priština je upravno, kulturno, obrazovno i gospodarsko središte države.
Broj stanovnika u Prištini kreće se oko 200 000, dok šire gradsko područje ima oko 470 000 stanovnika. Etničku većinu čine Albanci, dok su manjine Srbi, Bošnjaci, Romi i Turci. Priština ima svoje sveučilište i međunarodnu zračnu luku.

## Zemljopis
Priština se nalazi na koordinatama 42° 40' 0" sjeverno i 21° 10' 0" istočno. Površine je 230 km². Nalazi se na sjeveroistočnom dijelu Kosova blizu planine Goljak. Iz Prištine se vrlo dobro vidi Šar-planina, koja se nalazi nekoliko kilometara južno od Prištine. Grad se nalazi uz manje gradove Obilić i Kosovo Polje. Također, nekoliko kilometara južno od grada se nalazi i jezero Badovac.
Kroz grad Prištinu teku rječice Veluša i Prištevka, koje su sedamdesetih godina 20. stoljeća pokrivene betonskim kanalima, kako bi se bolje regulirala gradska prometna mreža. To je pridonijelo urbanom razvoju grada. Rijeka Prištevka je tekla pored gradske tržnice, pa je u nju bacano smeće. Zbog toga se gradom širio neugodan miris te je i ovo razlog pokrivanja rijeka. Obje rijeke se spajaju u samom gradu, kod Gradskog stadiona, a Prištevka se potom ulijeva u Sitnicu.

## Povijest

### Rat na Kosovu
Tijekom rata na Kosovu, srpske vlasti su vršile progone i deportacije albanskog stanovništva Prištine. Prištinski željeznički kolodvor je služio kao sabirni centar odakle su preusmjavane izbjeglice iz sjevernih dijelova Kosova na granici s Makedonijom. Tisuća stanovnika Prištine i okolnih mjesta je bilo sakupljeno na željezničkom kolodvoru, a u okolini je bila postavljena naoružana policija. Stanovnici Prištine su ukrcavani u prenatrpane vlakove i deportirani iz države. Tijekom putovanja vlakom, policajci su prognanicima oduzimali osobne dokumente i iznuđivali novac. Vlakovima su kosovski Albanci iz Prištine deportirani u Makedoniju, ili do naselja Đeneral Janković u blizini makedonske granice, odakle im je zapovjeđeno da pješice nastave.
Protjerivanje je počelo 24. ožujka, a produžilo se do 4. travnja 1999.

## Stanovništvo
Priština bilježi burnu demografsku prošlost, u kojoj se struktura stanovništva nekoliko puta značajno mijenjala. Prvi podatak o stanovništvu datira iz 1486. godine i doba valdavine Osmanskog carstva. Prema tom popis grad je imao 392 obiteljska domaćinstva, što okvirno daje brojku između 1.500 i 2.000 stanovnika. Godine 1850. zabilježena je brojka od 12.000, a 1902. od 18.000 stanovnika. Prvi popis stanovništva proveden u Kraljevini Jugoslaviji bio je 1921. godine, a prema danim podacima Priština je tada imala 14.338 stanovnika.
Godine 1948., u prvom popisu nakon Drugog svjetskog rata, stanovništvo je poraslo na 19.631. Nakon rata većinski narod u gradu postaju Albanci. Popis iz 1991. godine govori kako je grad tada imao 205.093 stanovnika, od čega su 78.7 % bili Albanci. Najnoviji popis proveden je 2011. godine, prema kojem Priština ima 198.214 stanovnika, dok je veličina populacije šireg gradskog područja 465.186.
Što se tiče religijske strukture, većina stanovništva su muslimani.

## Gospodarstvo

### Gospodarska infrastruktura
Što se tiče razvoja gradske infrastrukture, nakon proglašenja neovisnosti Kosova izgrađene su mnoge gradske prometnice. Također, planira se izgradnja cestovnog prstena oko grada, što bi dodatno potaklo gospodarski razvoj. U tijeku je i izgradnja poslovno-stambenog kompleksa ENK City Center s tornjem od 165 metra visine. Objekt bi bio dom i radno mjesto za oko 20.000 ljudi, a investicija je vrijedna 400 milijuna eura.

### Industrija i usluge
Iako je nakon ratnih sukoba krajem 90-ih godina zabilježen pad industrijske proizvodnje, u gradu ipak postoji farmaceutska i tekstilna industrija te proizvodnja nakita. Industrijska zona smještena je na putu prema prigradskom naselju Kosovo polje. U Prištini se nalaze sjedišta većine važnijih kosovskih tvrtki. Danas je ondje oko 9.000 registriranih i neregistriranih gospodarskih subjekata, u kojima je zaposleno preko 75.000 ljudi. Većina stanovništva radi u uslugama, trgovini, poljoprivredi i građevinskom sektoru, dok turizam nije značajnije razvijen.

### Mediji
Osim navedenog, Priština je i medijski centar Kosova. Središnja televizijska kuća je Radio Televizioni ja Kosovës (Državna televizija Kosova) - dok su najpoznatiji radio centri Radio Kosova i Radio Blue Sky. Postoje i privatni televizijski programi, poput Radio Televizioni 21, KTV (Kohavision) Popullore 21, 21 Plus, TV Klan. Također, sve utjecajnije novinske kuće na Kosovu, kao što su Koha Ditore, Bota Sot, Epoka e Re te Express Gazeta imaju svoje sjedište u ovom gradu.

## Promet

### Cestovni promet
Priština je čvorište četiri državne ceste koje se pružaju prema Prizrenu na istoku (i dalje prema granici s Albanijom), sjeveru prema Kosovskoj Mitrovici (i dalje prema granici sa Srbijom), te dvije ceste prema jugu -  jedna prema glavnom gradu Republike Makedonije Skopju, a druga prema Preševu, gradu na krajnjem jugu Srbije. Autocesta broj 7 koja je većim dijelom izgrađena i povezivat će Prištinu s Prizrenom ulazit će u grad s njegove zapadne strane.

### Željeznički promet
Željeznička veza prema Nišu prekinuta je te do daljnjeg nije u funkciji.

### Zračni promet
Prištinska zračna luka nosi ime Adem Jashari. Međunarodnog je karaktera putničke linije su od 1. siječnja 2013. uspostavljene prema 7 država (Austrija, Belgija, Italija, Hrvatska, Njemačka, Slovenija i Švicarska, dok je s Turskom uspostavljena i linije za zračni prijevoz tereta. Godine 2009. zabilježeno je 1.2 milijuna putnika.

## Znamenitosti
Katedrala Majke Tereze u Prištini dovršena 2010. najveća je rimokatolička crkva na Balkanu.

## Poznate osobe
- Elyesa Bazna, tajni agent tijekom Drugog svjetskog rata
- Etrit Berisha, albanski nogometaš
- Đurađ Branković, srpski despot
- Lorik Cana, albanski nogometaš
- Arta Dobroshi, kosovska glumica
- Goran Đorović, srpski nogometaš
- Era Istrefi, albansko-kosovska pjevačica
- Albin Kurti, kosovski premijer
- Isa Mustafa, kosovski premijer
- Rita Ora, britanska pjevačica
- Behgjet Pacolli, kosovski predsjednik
- Amir Rrahmani, kosovski nogometaš

## Šport
- KF Prishtina, nogometni klub

## Gradovi prijatelji
- Ankara, Turska
- Bursa, Turska
- Drač, Albanija
- Karachi, Pakistan
- Tirana, Albanija